# Гок-Бей (затока)

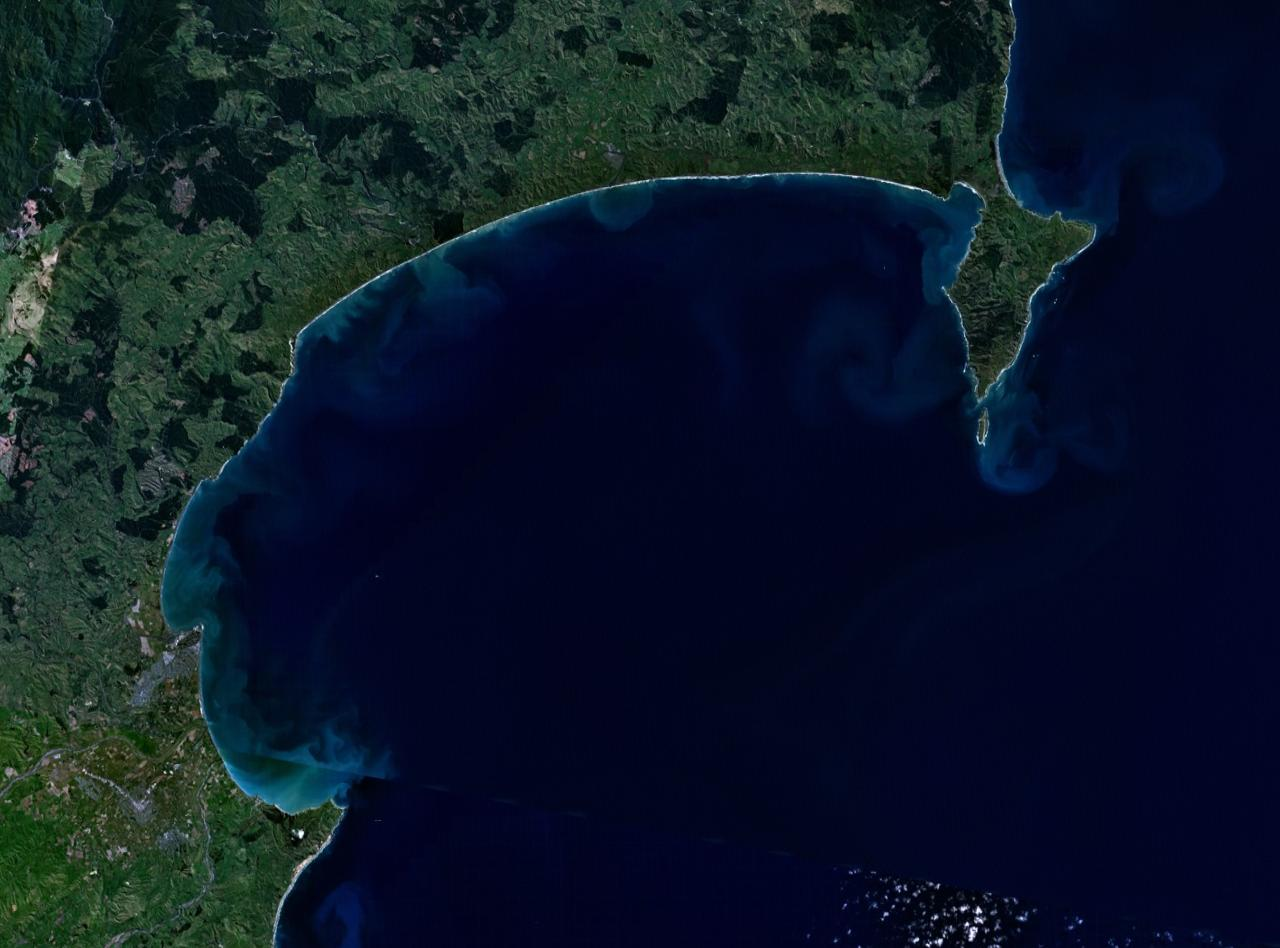
Фотографія затоки Гок-Бей із супутника NASA

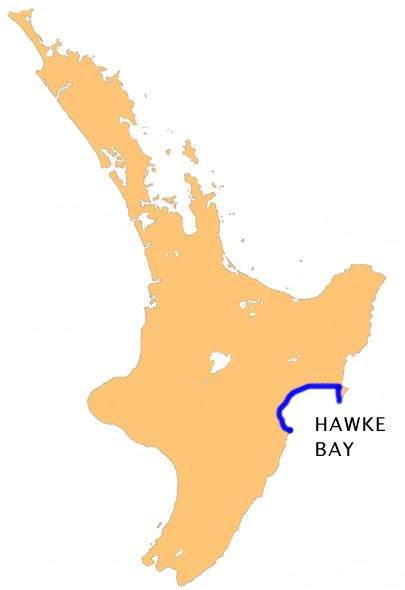
Розташування затоки Гок-Бей

Гок-Бей (часто неправильно називається колишньою назвою Гокс-Бей ) — велика затока на східному узбережжі Північного острова Нової Зеландії. Вона простягається від півострова Магія на північному сході до Кейп-Кіднаперс на південному заході, відстань близько 100 км.
Капітан Джеймс Кук, плаваючи на HMS Bark Endeavour, заплив у затоку 12 жовтня 1769 року. Дослідивши її, він назвав її іменем сера Едварда Гока, першого лорда Адміралтейства,  15 жовтня 1769 р., описавши її як приблизно 13 ліг (близько 40 миль (64 км) ) упоперек. Гок рішуче переміг французів у битві при затоці Кіберон у 1759 році.
Ця частина узбережжя Нової Зеландії зазнає тектонічного підняття, причому земля піднімається поза морем. З цієї причини прибережна земля в цій зоні має значні морські родовища, причому як внутрішні, так і морські скам'янілі динозаври були знайдені у суші. Землетрус Нейпіра 3 лютого 1931 р. призвів до того, що кілька частин морського дна поблизу міста Нейпір піднялися над рівнем моря.
Оскільки центральні гірські хребти наближаються до узбережжя на північному кінці затоки, велика частина північного узбережжя затоки має глибоко розмиті рівнинні площі, які закінчуються крутими приморськими скелями, що спускаються на вузькі пляжі.
Місто Вайроа лежить на північному кінці затоки, в гирлі річки Вайроа та її заплав, тоді як портове місто Нейпір лежить на узбережжі, а біля південного кінця затоки розмістилось місто Гастінґс, на краю іншої рівнинної річкової заплави. Основним портом в затоці є порт Нейпір.
Регіон Гок-Бей, на відміну від самої затоки, лежить на прибережній землі навколо затоки, а також у глибинці на південь. Затока носить назву Hawke Bay, тоді як регіон носить колишню назву затоки Hawke's Bay.